# Dirk Krüger (Literaturwissenschaftler)
Dirk Krüger (* 1940 in Oldenburg) ist ein deutscher Lehrer und Literaturwissenschaftler.

## Leben
Krüger arbeitete in verschiedenen Berufen, bevor er 1969 auf dem zweiten Bildungsweg das Abitur machte und ein Lehramtsstudium an der Pädagogischen Hochschule Rheinland in Wuppertal begann. Nach dem ersten Staatsexamen 1975 ging er nach Budapest, wo er an der Eötvös-Loránd-Universität studierte und für den Weltbund der Demokratischen Jugend arbeitete. 1982 nahm er ein Promotionsstudium an der Bergischen Universität Wuppertal auf, das er 1990 mit einer Dissertation mit dem Titel Die deutsch-jüdische Schriftstellerin Ruth Rewald und die Kinder- und Jugendliteratur im Exil abschloss. Ab 1991, nach dem zweiten Lehramts-Staatsexamen, arbeitete Krüger bis 2006 als Grundschullehrer in Wuppertal. Seine wissenschaftlichen Schwerpunkte sind die Exilliteratur und der Widerstand gegen den Nationalsozialismus.
Krüger engagiert sich in verschiedenen literarischen und politischen Organisationen, etwa der Marx-Engels-Stiftung und dem Förderverein Historisches Zentrum, schreibt Artikel und hält Vorträge.

## Schriften
als Autor:
- Die deutsch-jüdische Kinder- und Jugendbuchautorin Ruth Rewald und die Kinder- und Jugendliteratur im Exil. Frankfurt/Main: dipa-Verlag 1990. ISBN 978-3-7638-0138-1
- Gegen das Vergessen. Fünf Wuppertaler Arbeiterschriftsteller und Widerstandskämpfer gegen die Nazi-Diktatur stellen sich vor. Wuppertal: Nordpark 2018. ISBN 978-3-943940-43-5 (Biografien, Werkkommentare und Textauswahl der Wuppertaler Schriftsteller Werner Möller, Emil Ginkel, Peter Kast, Werner Eggerath und Walter Gorrish)
- Friedrich Engels, Dirk Krüger: Cola di Rienzi. Ein Trauerspiel. Wuppertal: Nordpark Verlag 2021. ISBN 978-3-943940-74-9 (Bearbeitung und Vervollständigung des eines Dramenfragments von Engels)
- Nachwort. In: Ruth Rewald: Müllerstraße. Jungens von heute. Berlin: Verlag Walter Frey. ISBN 978-3-946327-36-3

als Herausgeber:
- Ruth Rewald: Vier spanische Jungen. Hg. und mit einem Nachwort von Dirk Krüger. Köln: Röderberg Verlag 1987. ISBN 3-87682-838-4
- Ruth Rewald: Janko, der Junge aus Mexiko. Hg. und mit einem Nachwort von Dirk Krüger. Wuppertal: Arco-Verlag 2007. ISBN 978-3-938375-19-8
- Klaus H. Jann, Doris Jann: Nachts, wenn die Gestapo schellte ... Dokumentation einer Artikelserie über den Wuppertaler Widerstand gegen die Nazidiktatur 1933 bis 1945. Hg. v. Sebastian Schröder und Dirk Krüger. Wuppertal: Nordpark 2018. ISBN 978-3-943940-33-6